# José Luis Martín Descalzo
José Luis Martín Descalzo, né le 27 août 1930 à Madridejos et mort le 11 juin 1991  à Madrid, est un prêtre, journaliste et écrivain espagnol.

## Biographie
Il obtient le prix Nadal en 1956 pour La frontera de Dios (La Frontière de Dieu).

## Œuvres traduites en français
- La Frontière de Dieu [« La Frontera de Dios »], trad. de Jean Viet, Paris, Albin Michel, 1959, 269 p. (BNF 32424715)
- Un Prêtre se confesse [« Un Cura se confiesa »], trad. de Jean Viet, Paris, Albin Michel, 1966, 224 p. (BNF 33091956)
- Raisons d’espoir, raisons de joie [« Razones para la esperanza ; razones para la alegria »], trad. de Robert Paufique, Paris, Pierre Téqui Éditeur, 1988, 196 p.  (ISBN 2-85244-858-0)